# Zemgus Girgensons
Zemgus Girgensons (ur. 5 stycznia 1994 w Rydze) – łotewski hokeista, reprezentant Łotwy, olimpijczyk.
Jego ojciec Aldis (ur. 1968) także był hokeistą.

## Kariera
- Green Mountain Glades (2009–2010)
- Dubuque Fighting Saints (2010–2012)
- Rochester Americans (2012–2013)
- Buffalo Sabres (2013–)

Wychowanek klubu EVHS. Karierę rozwijał w USA. grał tam w ligach EJHL, USHL. W KHL Junior Draft w 2011 został wybrany przez CSKA Moskwa. Rok później, w drafcie NHL z 2012 został wybrany przez Buffalo Sabres. Tym samym jest Łotyszem wybranym z najwyższym numerem draftu NHL (wcześniej był nim od 1991 Sandis Ozoliņš). W lipcu 2012 podpisał z tym klubem kontrakt wstępny. We wrześniu został przekazany do zespołu farmerskiego z Rochester, w barwach którego grał w sezonie 2012/2013 AHL. W lidze NHL zadebiutował w barwach Szabel w sezonie NHL (2013/2014) w październiku 2013. W maju 2016 prawa do zawodnika wykupił od CSKA Moskwa łotewski klub Dinamo Ryga.
W barwach Łotwy grał w kadrach juniorskich. W reprezentacji seniorskiej uczestniczył w turnieju o mistrzostw świata w 2013, 2014, 2016, 2017 oraz zimowych igrzyskach olimpijskich 2014.

## Sukcesy

### Reprezentacyjne
- Awans do mistrzostw świata do lat 20: 2011

### Klubowe
- Clark Cup – mistrzostwo USHL: 2011 z Dubuque Fighting Saints

### Indywidualne
- Mistrzostwa świata do lat 18 w hokeju na lodzie mężczyzn 2010:
  - Jeden z trzech najlepszych zawodników reprezentacji na turnieju
- Mistrzostwa Świata Juniorów w Hokeju na Lodzie 2012/Elita:
  - Jeden z trzech najlepszych zawodników reprezentacji na turnieju
- USHL 2010/2011:
  - Mecz Gwiazd USHL
- USHL 2011/2012:
  - USHL - USHL/NHL Top Prospects Game Selection
  - Pierwszy skład gwiazd USHL